# 国分盛経
国分 盛経（こくぶん もりつね、貞治4年（1365年）? - 応永23年9月24日（1416年10月14日）?）は、日本の室町時代に陸奥国宮城郡にいた武士である。国分氏の第9世の当主とされる。名取郡で亘理氏と争い、亘理重胤を敗死させたが、その子亘理胤茂に敗れて戦死した。
国分氏は南北朝時代から戦国時代末まで宮城郡南部を領した一族である。盛経の名は、江戸時代に佐久間義和が編纂した「平姓国分氏系図」には現れるが、古内氏蔵の「平姓国分氏系図」には見えない。父は国分胤経、母は留守家明の女。弟に盛秋、重政、経春があり、姉妹が二人いてそれぞれ白石信基と斎藤季長の妻になった。高柳信康の女を娶り、盛忠、盛定、永経、盛信の4人の息子と、黒川氏基の妻になった娘1人がいた。
佐久間編の系図によれば、貞治4年（1365年）に国分で生まれ、彦五郎と名乗り、官位は従五位下、右京亮を称した。死んだのは応永23年（1416年）9月24日、52歳のときという。『伊達世臣家譜』では能登守、亘理氏系図では右馬允とある。
佐久間編系図では、応永19年（1412年）3月に亘理重胤と諍いをおこし、同年2月19日に名取郡の川上邑で戦った。これについては亘理氏の系図に、亘理重胤がこの年3月に国分盛胤と戦って戦死したとあり、盛経のことかと思われる。佐久間編系図によれば、盛経はその後連年戦い、応永23年（1416年）に亘理胤茂が名取郡余田邑に来襲したとき、敗れて9月24日に戦死した。亘理氏の系図にも応永23年9月に亘理胤茂が国分盛経を殺して復讐したとする。
ところがやはり江戸時代の編纂物である『伊達世臣家譜』では、畠信方とその子の親方、孫の親好が、応永22年（1415年）9月に武石胤茂・国分盛経等と名取郡飯田邑で戦って死んだとある。亘理氏は武石氏ともいうので、武石胤茂とは亘理胤茂のことである。亘理・国分の連合は、系図がいう両氏の死闘とはまったく相違する伝えである。世臣家譜を誤りとし、応永23年に畠・武石の連合軍と国分の軍が合戦して畠氏三代と国分盛経が戦死したと解する説がある。